# Hiroto Ogiwara
Hiroto Ogiwara (en japonés: 荻原大翔, Ogiwara Hiroto; 19 de julio de 2005) es un deportista japonés que compite en snowboard. Consiguió una medalla de oro en los X Games de Invierno Aspen 2025, en la prueba de big air.

## Medallero internacional
| \| X Games de Invierno \| X Games de Invierno \| X Games de Invierno \| X Games de Invierno \| \| Año \| Lugar \| Medalla \| Prueba \| \| ------------------- \| ---------------------- \| ------------------- \| ------------------- \| \| 2025 \| Aspen (Estados Unidos) \| Medalla de oro \| Big air \| |                        |                |         |
| X Games de Invierno |                        |                |         |
| Año | Lugar                  | Medalla        | Prueba  |
| 2025 | Aspen (Estados Unidos) | Medalla de oro | Big air |